# Parancistrocerus gracilior
Parancistrocerus gracilior är en stekelart som beskrevs av Giordani Soika 1995. Parancistrocerus gracilior ingår i släktet Parancistrocerus och familjen Eumenidae. Inga underarter finns listade i Catalogue of Life.